# Törpevöcsök
A törpevöcsök (Tachybaptus dominicus) a vöcsökalakúak (Podicipediformes) rendjébe, ezen belül a vöcsökfélék (Podicipedidae) családjába tartozó faj.

## Rendszerezése
A fajt Carl von Linné svéd természettudós írta le 1766-ban, a Colymbus nembe Colymbus dominicus néven.

## Alfajai
- Tachybaptus dominicus brachypterus (Chapman, 1899) - Texas déli része, Mexikótól délre Panama területéig
- Tachybaptus dominicus bangsi (van Rossem & Hachisuka, 1937) - a Kaliforniai-félsziget déli része
- Tachybaptus dominicus dominicus (Linnaeus, 1766) - a Karib-tenger szigetvilágának északi része beleértve a Bahama-szigeteket, a Nagy-Antillákat és a Virgin-szigeteket
- Tachybaptus dominicus speciosus (Chapman, 1899) - Dél-Amerika nagy része; Kolumbia, Venezuela, Trinidad és Tobago, Peru, Paraguay, Bolívia, Argentína északi része és Brazília csaknem egésze
- Tachybaptus dominicus eisenmanni (Storer & Getty, 1985) - Ecuador nyugati része

## Előfordulása
Az Amerikai Egyesült Államok délnyugati részén, valamint Mexikó, Közép-Amerika a Karib-térség és Dél-Amerika területén honos. Természetes élőhelyei a lápok, mocsarak és tavak, kedveli a sűrű növényzetet. Állandó, nem vonuló faj.

## Megjelenése
Testhossza 26 centiméteres, testtömege 116-130 gramm.
|  |

## Életmódja
Jól úszik és bukik, 1,5 méteres mélységig lemegy, de röpte nagyon nehézkes. Veszély elől alábukással igyekszik menekülni, vagy a vízinövények közé úszik.

## Szaporodása
A fészkét vízinövényekből építi.

## Természetvédelmi helyzete
Az elterjedési területe rendkívül nagy, egyedszáma pedig stabil. A Természetvédelmi Világszövetség Vörös listáján nem fenyegetett fajként szerepel.